# Пурномо Юсгианторо
Пурномо Юсгианторо (индон. Purnomo Yusgiantoro; род. 16 июня 1951, Семаранг) — индонезийский политический деятель. Министр обороны Индонезии (2009—2014), министр энергетики и природных ресурсов Индонезии (2000—2009). Генеральный секретарь ОПЕК (2004).

## Образование
- Выпускник Колледжа Лойолы[англ.] в Семаранге;
- Выпускник Бандунгского технологического института[англ.] по специальности «инженер» (1974);
- Магистр экономики Колорадского университета в Боулдере (1988);
- Магистр Колорадской школы горного дела[англ.] (1986);
- Доктор философии в экономике минеральных и природных ресурсов Колорадской школы горного дела[англ.] (1988);
- Национальный институт обороны[индон.] (1992).

## Карьера
- Профессор экономического развития Индонезийского католического университета Атма Джая[англ.] (2002) и Бандунгского технологического института[англ.] (2009);
- Председатель Совета министров обороны АСЕАН (2011);
- Председатель Комитета по развитию оборонной промышленности (2010—2014);
- Председатель Совещания министров экономики АСЕАН по энергетике (2004);
- Генеральный секретарь ОПЕК (2004);
- Заместитель председателя комиссии по реструктуризации национальной электроэнергетической системы (2000—2004);
- Председатель Совета уполномоченных компании «Пертамина» (2000—2002);
- Заместитель директора Национального института обороны[индон.] (1998—2000)
- Председатель II рабочей группы совета уполномоченных компании Пертамина по внутреннему и внешнему маркетингу (1993—1998);
- Лектор на различных курсах лидерства;
- Председатель/член индонезийской делегации в ряде международных организаций: АТЭС, ЮНКТАД, ПРООН, ЭСКАТО, ОПЕК, АСЕАН;
- Председатель/член индонезийской делегации на ряде двусторонних встреч с делегациями таких стран, как: Австралия, Япония, США, Норвегия, Южная Корея, Тайвань, Канада.
- Консультант по внутренним и международным проблемам природных ресурсов, экономическому развитию и финансовому менеджменту.

## Публикации
- Монография «Следы времени» (англ. The Footprints of Time);
- Монография (в соавторстве) «Анализ и методология индонезийской экономики» (индон. Metodologi Ekonomi, англ. Indonesian Economic Analysis and Methodology);
- Монография «Международный финансовый менеджмент» (индон. Manajemen Keuangan Internasional);
- Монография «Энергетическая экономика: теория и практика» (индон. Ekonomi Energi: Teori dan Praktek);
- Монография «Индонезийская экономика» (индон. Perekonomian Indonesia);
- Монография «Оборонная экономика: теория и практика» (англ. Defence Economics: Theory and Practice);
- Множество публикаций, посвящённых экономическому развитию, микроэкономике, энергетике и минеральным ресурсам, проблеме влияния энергетики на окружающую среду, а также обороне и безопасности.

## Награды
- Орден Звезды Махапутра 2 степени[1]
- Ещё 16 государственных наградам, как индонезийских, так и зарубежных, а также 15 наград общественных организаций.

## Семья
Пурномо Юсгианторо женат на Сри Мурниати Сахро (индон. Sri Murniati Sachro). В их семье трое детей: Луки А. Юсгианторо (индон. Luky A. Yusgiantoro), Инка Б. Юсгианторо (индон. Inka B. Yusgiantoro) и Филда Ц. Юсгианторо (индон. Filda C. Yusgiantoro).